# Харитонов Олександр Сергійович
Олександр Сергійович Харитонов (рос. Александр Сергеевич Харитонов; нар. 8 листопада 1986, Обнінськ) – російський шахіст, гросмейстер від 2006 року.

## Шахова кар'єра
Неодноразово представляв Росію на чемпіонатах світу і Європи серед юніорів у різних вікових категоріях, завоювавши три медалі: золоту (2002, Пеніскола, ЧЄ до 16 років), срібну (2003, Каллітея, ЧС до 18 років) і бронзову (2003, Будва, ЧЄ до 18 років).
Гросмейстерські норми виконав у Москві (2005, турнір Аерофлот Open-A2), Пардубице (2005, поділив 2-ге місце позаду Андрія Ковальова, разом з Євгеном Наєром, Сергієм Азаровим і Володимиром Поткіним) і в Алушті (2006, поділив 3-тє місце позаду Рауана Манкієва і Андрія Сумца, разом з Володимиром Бєліковим).
Інших успіхів досягнув, зокрема, в таких містах, як: Рязань (2001, посів 1-ше місце), Острава (2002, поділив 1-ше місце), Єсенік (2002, посів 1-ше місце), Ефоріє (2004 і 2005, двічі посів 1-ше місце) і Москва (2005, поділив 2-ге місце позаду Олександра Крапівіна, разом з Сергієм Загребельним).
Найвищий рейтинг Ело в кар'єрі мав станом на 1 серпня 2014 року, досягнувши 2569 балів займав тоді 60-те місце серед російських шахістів.

## Зміни рейтингу
| На цьому місці має відображатися графік чи діаграма, однак з технічних причин його відображення наразі вимкнено. Будь ласка, не видаляйте код, який викликає це повідомлення. Розробники вже працюють для того, щоби відновити штатне функціонування цього графіка або діаграми. | |
| | На цьому місці має відображатися графік чи діаграма, однак з технічних причин його відображення наразі вимкнено. Будь ласка, не видаляйте код, який викликає це повідомлення. Розробники вже працюють для того, щоби відновити штатне функціонування цього графіка або діаграми. |